# Holden Hurricane
Der Holden Hurricane war ein zweisitziges Konzeptfahrzeug, das Holden 1969 baute. Der Hurricane hatte einen V8-Mittelmotor mit 4156 cm³ Hubraum und einer Leistung von 191 kW. Der Wagen war nur 991 mm hoch und hatte keine normalen Türen, sondern  eine Cockpithaube, die elektromechanisch nach vorne über die Vorderräder geschwenkt werden konnte.

## Fortschrittliche Technologie
Der Hurricane war eines der fortschrittlichsten Fahrzeuge seiner Zeit. Holden beschrieb ihn als Versuchsfahrzeug, das der Firma die Untersuchung „von Designtrends, Antriebssystemen und anderen Langzeitentwicklungen“ ermöglichte. Der Hurricane hatte ein „Retro-GPS“ genanntes Navigationssystem, das magnetische Signale von in die Straße eingebauten Transmittern nutzte, digitale Instrumente, ein Radio mit automatischem Sendersuchlauf, eine Klimaautomatik „Comfortron“ und eine Weitwinkel-Videoüberwachung mit Bildschirm im Armaturenbrett.

## Quelle
- Terry Bebbington, Michel A. Malik: 45 Years of Holden. Australian Publishing and Printing Company, Sydney NSW 1994, ISBN 0-947216-31-6 (englisch).